# Mbira

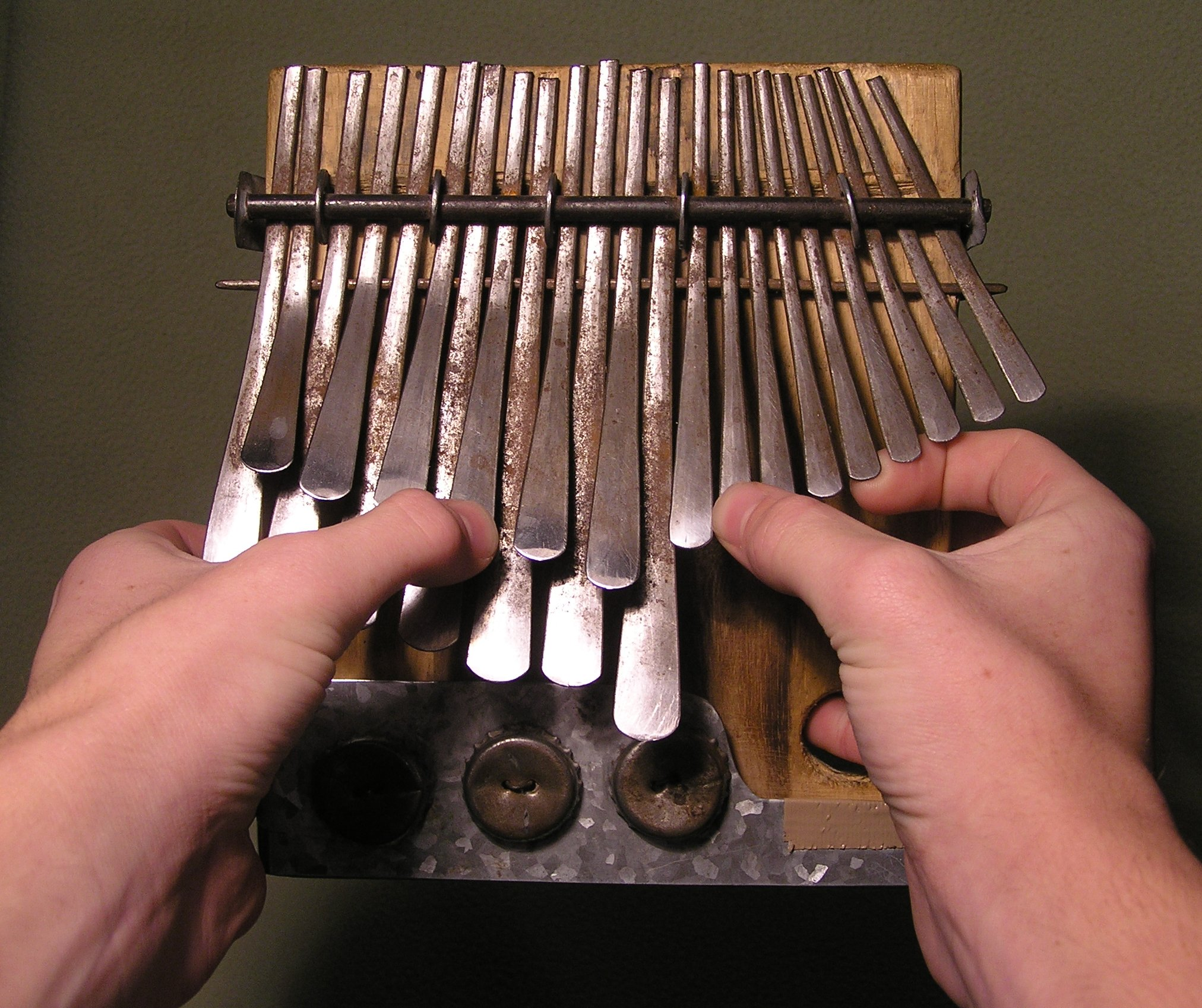
Mbira

Mbira (i Sverige ofta tumpiano) är ett musikinstrument som har sitt ursprung och största utbredning i Afrika. Det finns ett flertal varianter men de flesta bygger på användandet av en solid bottenplatta eller en ihålig lådkonstruktion av trä. 
Instrumentet går även under namnen mbila, dimba, kalimba, likembe, chisanji, nsansi och sansa.
Mbira är populärt i hela Afrika men främst i Zimbabwe och Burkina Faso.